# Dicoma
Dicoma es un género con 60 especies de plantas con flores perteneciente a la familia de las asteráceas. Comprende 121 especies descritas y de estas, solo 36 aceptadas.

## Taxonomía
El género fue descrito por Alexandre Henri Gabriel de Cassini y publicado en Bull. Sci. Soc. Philom. Paris 1817: 12. 1817. La especie tipo es Chondrilla juncea L.  

## Especies
A continuación se brinda un listado de las especies del género Dicoma aceptadas hasta julio de 2012, ordenadas alfabéticamente. Para cada una se indica el nombre binomial seguido del autor, abreviado según las convenciones y usos.
| - Dicoma aethiopica S.Ortiz & Rodr.Oubiña - Dicoma alemannii-mazzocchii Chiov. - Dicoma anomala Sond. - Dicoma antunesii O.Hoffm. - Dicoma arenaria Bremek. - Dicoma bangueolensis Buscal. & Muschl. - Dicoma capensis Less. - Dicoma carbonaria (S.Moore) Humbert - Dicoma cuneneensis Wild - Dicoma dinteri S.Moore - Dicoma elegans Welw. ex O.Hoffm. - Dicoma foliosa O.Hoffm. - Dicoma fruticosa Compton - Dicoma galpinii F.C.Wilson - Dicoma gillettii Rodr.Oubiña & S.Ortiz - Dicoma hindiana S.Ortiz & Rodr.Oubiña - Dicoma incana (Baker) O.Hoffm. - Dicoma kurumanii S.Ortiz & Netnou - Dicoma macrocephala DC. - Dicoma montana Schweick. - Dicoma nachtigallii O.Hoffm. - Dicoma niccolifera Wild - Dicoma obconica S.Ortiz - Dicoma paivae S.Ortiz & Rodr.Oubiña - Dicoma picta (Thunb.) Druce - Dicoma popeana S.Ortiz & Rodr.Oubiña - Dicoma prostrata Schweick. - Dicoma schimperi (DC.) Baill. ex O.Hoffm. - Dicoma schinzii O.Hoffm. - Dicoma scoparia Rodr.Oubiña & S.Ortiz - Dicoma somalense S.Moore - Dicoma squarrosa Wild - Dicoma swazilandica "S.Ortiz, Rodr.Oubiña & Pulgar" - Dicoma thuliniana "S.Ortiz, Rodr.Oubiña & Mesfin" - Dicoma tomentosa Cass. - Dicoma welwitschii O.Hoffm. |